# Koolhoven F.K.57
Il Koolhoven F.K.57 fu un aeroplano bimotore da trasporto civile ad ala bassa sviluppato dall'azienda aeronautica olandese Koolhoven negli anni trenta del XX secolo; fu prodotto in un solo esemplare.

## Storia del progetto
Uno dei primi aeromobili progettati espressamente nel XX secolo come velivolo executive per gli industriali, uomini d'affari, e amministratori delegati delle grandi aziende fu il de Havilland DH.90 Dragonfly realizzato nel corso del 1936. Proprietario di uno di essi, immatricolato PH-KOK, era Johannes Egbert Frederik de Kok, direttore generale della Royal Dutch Shell. Messosi alla ricerca di un aereo più veloce, de Kok chiese a Frederick Koolhoven, proprietario dell'omonima azienda di costruzioni aeronautiche, di realizzargli un nuovo aereo. Nel 1938 Koolhoven progettò e costruì un monoplano bimotore a lungo raggio, dotato di carrello fisso, che fu designato F.K.57. Il prototipo, immatricolato PH-KOK, andò in volo per la prima volta il 20 giugno dello stesso anno.
Nel corso del 1939 Koolhoven progettò anche una versione militare per l'addestramento al pilotaggio dei plurimotori, dotata di un carrello retrattile, che designata F.K.57M fu offerta alla Luchtvaartafdeeling. Per tale scopo all'epoca l'aviazione militare impiegava un singolo Fokker F.VIIb/3m, considerato ormai obsoleto. Nonostante l'ordine di costruzione emesso per questa versione all'inizio del 1939, tuttavia la LVA preferì acquistare cinque Focke-Wulf 58B-2 Weihe già disponibili, e abbandonò lo sviluppo dell'F.K.57M.

## Descrizione tecnica
Aereo da trasporto civile, monoplano, bimotore, a sei posti.  La configurazione alare verteva su un'ala bassa a gabbiano, di costruzione lignea, bilongherone, e ricoperta in tela e pannelli di bachelite.  La fusoliera monoscocca era anch'essa costruita in legno, con i puntoni della sezione alare interna che ne costituivano parte integrante. Sebbene la sezione alare interna si trovasse sulla parte bassa della fusoliera, la parte esterna, così come le gondole motori e il carrello di atterraggio, era posta in posizione mediana.  L'impennaggio di coda, posto sulla parte superiore terminale della fusoliera, era del tipo bideriva, dotato di piani orizzontali non controventati che terminavano con i timoni.
Il carrello d'atterraggio era triciclo posteriore fisso, con le gambe principali dotate di ammortizzatori, posizionate al di sotto delle gondole motori, e ricoperte da carenature aerodinamiche. Sotto la parte finale della fusoliera era installato il ruotino d'atterraggio.
La propulsione era assicurata da due motori in linea de Havilland Gipsy Six Series II a 6 cilindri raffreddati ad aria, eroganti la potenza  di 205 hp (153 kW) ed azionanti un'elica lignea a velocità costante. I motori erano installati in apposite gondole alari costruite in tubi d'acciaio e dotate di carenature, poste nella giunzione tra le due parti che componevano l'ala, e avevano le due eliche che ruotavano nel medesimo senso di marcia.
La cabina di pilotaggio poteva ospitare due piloti, mentre quella passeggeri disponeva di quattro seggiolini, suddivisi in due file poste lungo la parete sinistra; i due sedili anteriori potevano ruotare all'indietro dove si trovava un contenitore per il cibo e un tavolo pieghevole, posizionato sul lato di tribordo. L'aereo disponeva anche di frigorifero. Dietro i sedili posteriori si trovava la porta scorrevole che dava accesso a un wc sul lato destro. Il corrispondente spazio sul lato sinistro conteneva il vano bagagli che era accessibile solo dall'esterno. L'accesso alla cabina passeggeri avveniva tramite una porta laterale situata sul lato di babordo.

## Impiego operativo
Il 22 settembre 1938, con a bordo de Kok, il pilota Hein Schmidt Crans partì con l'F.K.57 da Ypenburg per raggiungere gli impianti petroliferi della Shell situati nelle Indie Orientali Olandesi. Dopo le soste a Brindisi e a Baghdad, il velivolo raggiunse Karachi il 24 settembre, avendo percorso fino ad allora 7 377 km. Equipaggiato con un impianto radio di comunicazione, l'aereo venne raggiunto dalle notizie della crisi politica scoppiata quando Hitler aveva deciso di annettersi il Sudetenland cecoslovacco, crisi che fu poi risolta con l'accordo di Monaco firmato il 29 settembre. Il fatto fu ritenuto molto grave da de Kok, che prese la decisione di ritornare immediatamente nei Paesi Bassi, viaggio che fu compiuto sempre in tre giorni, ed infatti l'aereo atterrò a Ypenburg il 28 settembre. Il velivolo venne poi utilizzato per alcuni viaggi d'affari in Europa nel 1939, ma con lo scoppio della seconda guerra mondiale, il 1º settembre dello stesso anno, fu incorporato dalla LVA con la matricola 978. Utilizzato come velivolo da trasporto e collegamento, l'aereo andò distrutto a Ypenburg, insieme a molti altri velivoli della LVA, il primo giorno dell'invasione tedesca dei Paesi Bassi, avvenuta il 10 maggio 1940.

## Utilizzatori
Paesi Bassi
- Luchtvaartafdeling

### Annotazioni
1. ↑  Karachi allora faceva parte dell'India Britannica.

### Fonti
1. ↑  Grey 1972, p. 218c.
2. 1 2 3 4 5 6 7 8 9 10 11 12 13 14 15 16  Уголок неба.
3. 1 2 3 4 5 6 7 8 9 10 11 12  Den Ouden.
4. 1 2 3 4  Grey 1972, p. 217c-218c.
5. 1 2 3 4  Flight 6 October 1938 p.302